# St. Leonhard im Pitztal
St. Leonhard im Pitztal ist eine österreichische Gemeinde mit 1450 Einwohnern (Stand 1. Jänner 2025) und ein Dorf im Bezirk Imst in Tirol.

## Geografie

### Geografische Lage
St. Leonhard liegt im inneren Pitztal, auf dessen schmaler Talsohle sich Weiler und Dörfer auf einer Länge von etwa 25 Kilometer verstreuen.
Die Gemeinde ist neben Sölden im Ötztal und Neustift im Stubaital eine der flächengrößten Tirols.
Höchster Punkt auf Gemeindegebiet ist der 3757 m ü. A. hohe Nordgipfel der Wildspitze.
Im äußeren Gemeindegebiet liegen einige Weiler und Gehöfte auch in extremen Hanglagen, im mittleren und inneren Teil fast ausschließlich im Talsohlenbereich oder auf Murkegeln. Durch die Höhenlage, die Nord-Süd-Ausrichtung des inneren Tals und die steil aufragenden Bergflanken ist das Klima eher rau, die Vegetationsperiode dauert meist nur vier Monate.

### Gemeindegliederung
Das Gemeindegebiet umfasst folgende drei Ortschaften (in Klammern Einwohnerzahl Stand 1. Jänner 2025):
- Plangeross (256)
- St. Leonhard im Pitztal (759)
- Zaunhof (435)

Die Gemeinde besteht aus der Katastralgemeinde Pitztal.
| Katastralgemeinden   | Ortschaften in der Gemeinde |
| -------------------- | --- |
| Pitztal (223,42 km²) | Plangeross (D) Mandarfen (D) Mittelberg (R) Tieflehn (W) Weißwald (W) St. Leonhard im Pitztal (R) Au (W) Bichl (W) Biedere (R) Eggenstall (D) Enger (W) Froschputzen (Hgr) Köfels (W) Neurur (D) Piösmes (D) Scheibe (D) Scheibrand (D) Schwaighof (W) Stillebach (D) Trenkwald (W) Unterrain (W) Wald (R) Weixmannstall (W) Zaunhof (R) Außerlehn (R) Boden (W) Burg (W) Egg (W) Enzenstall (D) Grüble (D) Hairlach (D) Moosbrücke (W) Oberlehn (W) Rauchenbichl (W) Rehwald (W) Schußlehn (W) Wiese (R) |
| Legende              | |

| In der Spalte Katastralgemeinden sind sämtliche Katastralgemeinden einer Gemeinde angeführt. In der Klammer ist die jeweilige Fläche in km² angegeben. |
| In der Spalte Ortschaften sind sämtliche von der Statistik Austria erfassten Siedlungen, die auch eine eigene Ortschaftskennziffer aufweisen, angeführt. In der Hierarchieebene derselben Spalte, rechts eingerückt, werden nur Ansiedlungen, die mindestens aus mehreren Häusern bestehen, dargestellt. Die wichtigsten der verwendeten Abkürzungen sind: - M = Hauptort der Gemeinde - Stt = Stadtteil - R = Rotte - W = Weiler - D = Dorf - ZH = Zerstreute Häuser - Sdlg = Siedlung - Hgr = Häusergruppe - E = Einzelgehöft (nur wenn sie eine eigene Ortschaftskennziffer haben) Die komplette Liste der Statistik Austria ist in: Topographische Siedlungskennzeichnung nach STAT Zu beachten ist, dass manche Orte unterschiedliche Schreibweisen haben können. So können sich Katastralgemeinden anders schreiben als gleichnamige Ortschaften bzw. Gemeinden. Quelle: Statistik Austria – |

St. Leonhard im Pitztal gliedert sich in folgende Ortschaften:
Zaunhof (1291 m)
Die nördlichste Fraktion erstreckt sich mit mehreren Ortsteilen hauptsächlich am Osthang des mittleren Pitztals.
Ortsteile sind Außerlehn, Boden, Burg, Egghof, Enzenstall, Grüble, Grün, Hairlach, Moosbrücke, Oberlehn, Obermühl, Pfurmühl, Rauchenbichl, Rehwald, Schußlehn, Wiese und Zaunhof.
Aufgrund von wirtschaftlicher Not waren wie im gesamten Innerpitztal die Bewohner zu Saisonarbeit gezwungen, und manche verließen die Heimat für immer, etwa ins Rheinland oder nach Fehrbach in der Nähe von Pirmasens.
1775 erhielt Zaunhof eine eigene Kirche, da der Weg nach St. Leonhard im Winter durch Lawinenabgänge gefährlich war.
Vor dem Ersten Weltkrieg war Zaunhof für seine Sägeschärfer, Holzknechte und Zimmerleute bekannt. Heute ist der Ortsteil ein Ausgangspunkt für Wanderungen und Bergtouren in der Umgebung.
St. Leonhard (1366 m) 

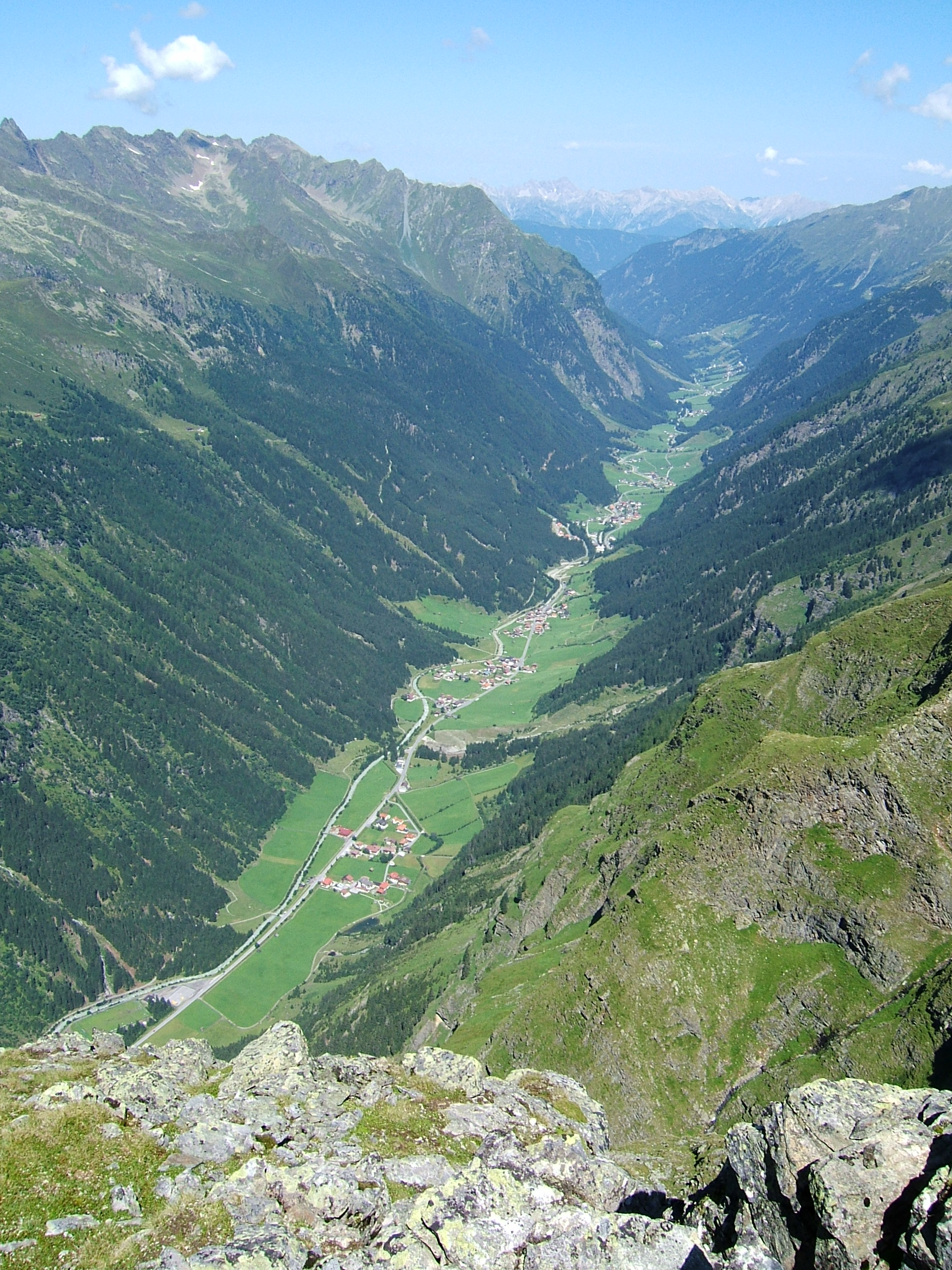
Blick auf Piösmes von Südosten

St. Leonhard („die mittlere Kirche“) ist die zentrale Fraktion des Gemeindegebiets.
Ortsteile sind Auhof, Bichl, Biedern, Eggenstall, Enger, Froschputzen, Gschwandt, Köfels, Neurur, Piösmes, Scheibe, Scheibrand, Schweighof, Stillebach, Trenkwald, Unterrain, Wald, Weixmannstall, Schrofen und Wiese.
1646 wurde St. Leonhard Kuratie und 1891 eine selbständige Pfarre. Die namensgebende Pfarrkirche ist dem Abt Leonhard von Limoges in Zentralfrankreich, der im 6. Jahrhundert lebte, geweiht. Er gilt vor allem in Österreich, Bayern und Schwaben als ein beliebter Volksheiliger.
Die Kirche wurde 1778 geweiht, geht aber auf ein älteres Gotteshaus aus dem 17. Jahrhundert zurück, das um- bzw. neugebaut wurde. Die Figuren der Hll. Petrus und Jakobus am Hochaltar wurden um 1767 von Josef Georg Witwer aus Imst geschaffen.
Der Ortsname Piösmes geht auf eine unbekannte vorrömische Bevölkerung zurück. Um das Jahr 1300 errichteten die mächtigen Herren von Starkenberg zwei Schwaighöfe auf ehemaligen Almflächen der Arzler Bauern. Es entstanden die beiden Weiler Plangeross und Neurur. Letzterer entwickelte sich in den letzten Jahrzehnten von einer bäuerlichen Siedlung zu einem Fremdenverkehrsort.
 Plangeross (1612 m)

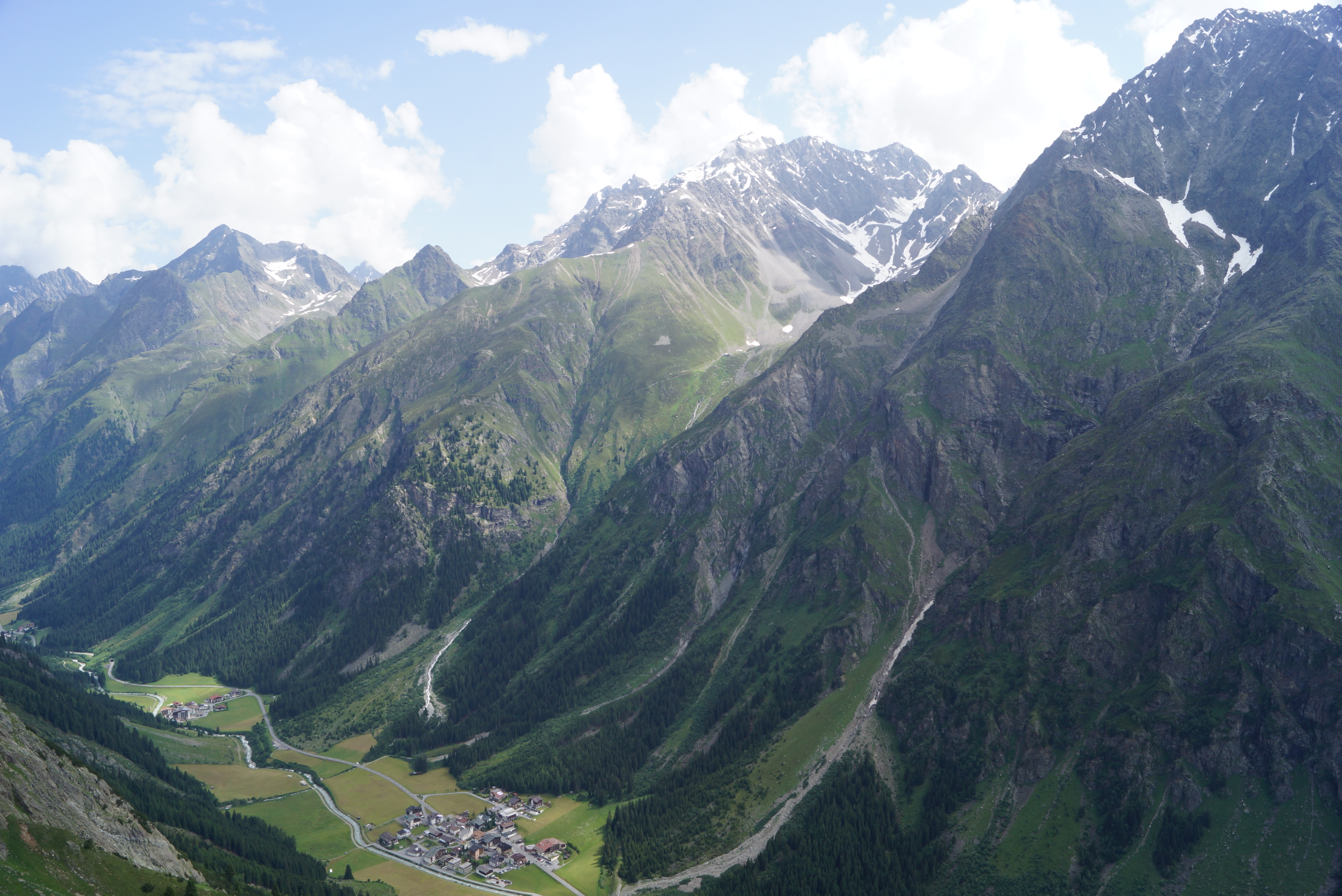
Plangeross von Südwesten

Der Ortsname (ältere Schreibweise mit ß) stammt aus vorgermanischer Zeit, seine Herkunft und Bedeutung ist allerdings unklar.
Plangeross wurde mit wachsendem Bevölkerungsdruck mehrmals geteilt. Ein bescheidener Silbererz-Bergbau trug vorübergehend zum Lebensunterhalt der Bevölkerung bei. Ein erster Aufschwung fand im 19. Jahrhundert mit dem Aufkommen des Tourismus statt, der durch die Fertigstellung der Autostraße bis Plangeross 1956 einen kräftigen Aufschwung erhielt und das Ortsbild maßgeblich prägte.
Von Plangeross steigt man in westlicher Richtung zur Kaunergrathütte auf. Der Zustieg zur Rüsselsheimer Hütte in östlicher Richtung beginnt am Parkplatz etwas nördlich von Plangeross (1594 m ü. A.).

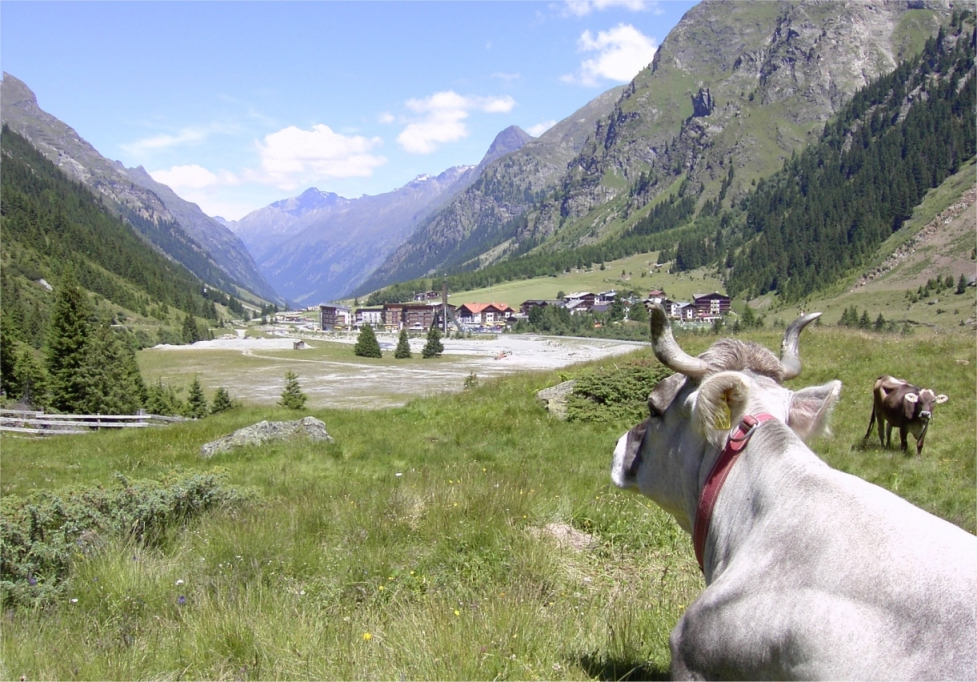
Blick auf Mandarfen von Norden

Mandarfen liegt auf einer Höhe von 1675 m. Der Name ist vermutlich von mons arboris abgeleitet, was so viel wie „Baumberg“, „Zirbelbaumberg“ bedeutet, und wurde 1288 erstmals urkundlich erwähnt. Schon vor dem Zweiten Weltkrieg entwickelte sich der Ortsteil von ehemals zwei Bauernhäusern zu einem Sommer- und Wintertourismusort. Durch den Bau der Rifflsee-Bahnen und der Pitztaler Gletscherbahnen wurde Mandarfen zu einem Bergsportzentrum.
Mittelberg (1736 m) liegt im Talschluss am Fuß des 3162 m hohen Mittagskogel und bildet die letzte Dauersiedlung sowie den Endpunkt der Buslinie. Mittelberg ist im Vergleich zum übrigen Innerpitztal in der Sonnenscheindauer begünstigt.
Zwischen Mandarfen und Mittelberg vereinigt sich der Taschachbach aus dem Taschachtal mit dem Mittelbergerbach zur Pitze (manchmal wird auch der Mittelbergerbach als Pitze dargestellt). Ein Teil des Wassers wird dort eingefasst und dem Gepatschspeicher im Kaunertal zugeleitet.
Der Rifflsee ist der größte See in den Ötztaler Alpen. Der etwa 27 Hektar große See ist ein typischer Moränenstausee und von Mandarfen mit der Rifflsee-Bahn (6-er Gondelbahn) erreichbar, die von ungefähr 1600 m bis auf 2300 m führt. Das Rifflsee-Gebiet dient sowohl als winterliches Skigebiet als auch im Sommer als Wandergebiet. Der höchste Punkt im Rifflsee-Skigebiet ist der 2800 m hohe Grubenkopf.

### Nachbargemeinden
| Kaunerberg (LA) | Jerzens                                     | Umhausen   |
|                 | Kompassrose, die auf Nachbargemeinden zeigt | Längenfeld |
| Kaunertal (LA)  | Sölden                                      |            |

## Geschichte
Die Gemeinde St. Leonhard im Pitztal besteht aus zahlreichen Dörfern, Weilern und Streusiedlungen. Die Siedlungen entstanden zumeist aus Schweighöfen der damaligen Eigentümer der Adelsgeschlechter Starkenberger, Hirschberger oder dem Stift Stams. Auch die fürstliche Jagd führte zur Ansiedlung ihres Gefolges im Pitztal, wie etwa durch die Gründung der Ortschaft Neurur bezeugt. Der Ort St. Leonhard selbst war seit Beginn der Aufzeichnungen Teil des Gerichtes Imst, wird jedoch erst 1300 urkundlich erwähnt, gemeinsam mit „Planchenroß“ (Plangeross) und „Niwenrur“ (Neurur). Zuvor wurde bereits Schrofen 1265 urkundlich erwähnt, später dann auch „Piesins“ (Piösmes) 1313. Im Stiftsbrief von 1485 wird St. Leonhard als „Sand Leonharden im Putzental“. Ebenjener Stiftsbrief bewilligte den Bewohnern von St. Leonhard auch einen eigenen Kaplan, da zuvor die Betreuung nur durch einen Hilfspriester der Pfarre Imst in den damals sehr entlegenen Gebieten des Pitztals gegeben war. Das älteste Taufbuch der Kuratie in St. Leonhard stammt aus 1646, um 1750 wurde in Plangeross eine eigene Kuratie errichtet, 1773 erhielt Zaunhof einen Benefiziaten.
Im 19. Jahrhundert bestanden in der Gemeinde vier Bruderschaften, darunter die 1744 gegründete Franz-Xaver-Bruderschaft. 1891 erfolgte dann die Erhebung zur selbstständigen Pfarre St. Leonhard.
1935 wurde die Gemeinde von Pitztal in St. Leonhard im Pitztal umbenannt. Wie in vielen anderen Gemeinden Tirols entwickelte sich der Tourismus im 20. Jahrhundert zu einem großen Wirtschaftsfaktor.

### Bevölkerungsentwicklung
EinwohnerJahr90010001100120013001400150016001860189019201950198020102040EinwohnerEinwohnerentwicklung von St. Leonhard im Pitztal

## Kultur und Sehenswürdigkeiten
- Pfarrkirche St. Leonhard im Pitztal
- Pfarrkirche Plangeross
- Expositurkirche Zaunhof
- Wallfahrtskirche hl. Maria am Bichele

## Wirtschaft und Infrastruktur
In der Gemeinde gibt es 105 landwirtschaftliche Betriebe, wovon nur 1 im Haupterwerb geführt wird, 9 von Personengemeinschaften, 6 von juristischen Personen und 89 sind Nebenerwerbsbauern (Stand 2010). Im Jahr 2011 arbeiteten 11 Erwerbstätige in der Landwirtschaft, 23 im Produktionssektor und 445 im Dienstleistungssektor. Hier ist der Bereich Beherbergung und Gastronomie mit 258 Beschäftigten der größte Arbeitgeber.

### Berufspendler
Von den 695 Erwerbstätigen, die im Jahr 2011 in St. Leonhard im Pitztal lebten, arbeiteten 358 in der Gemeinde, beinahe die Hälfte pendelte aus.

### Tourismus

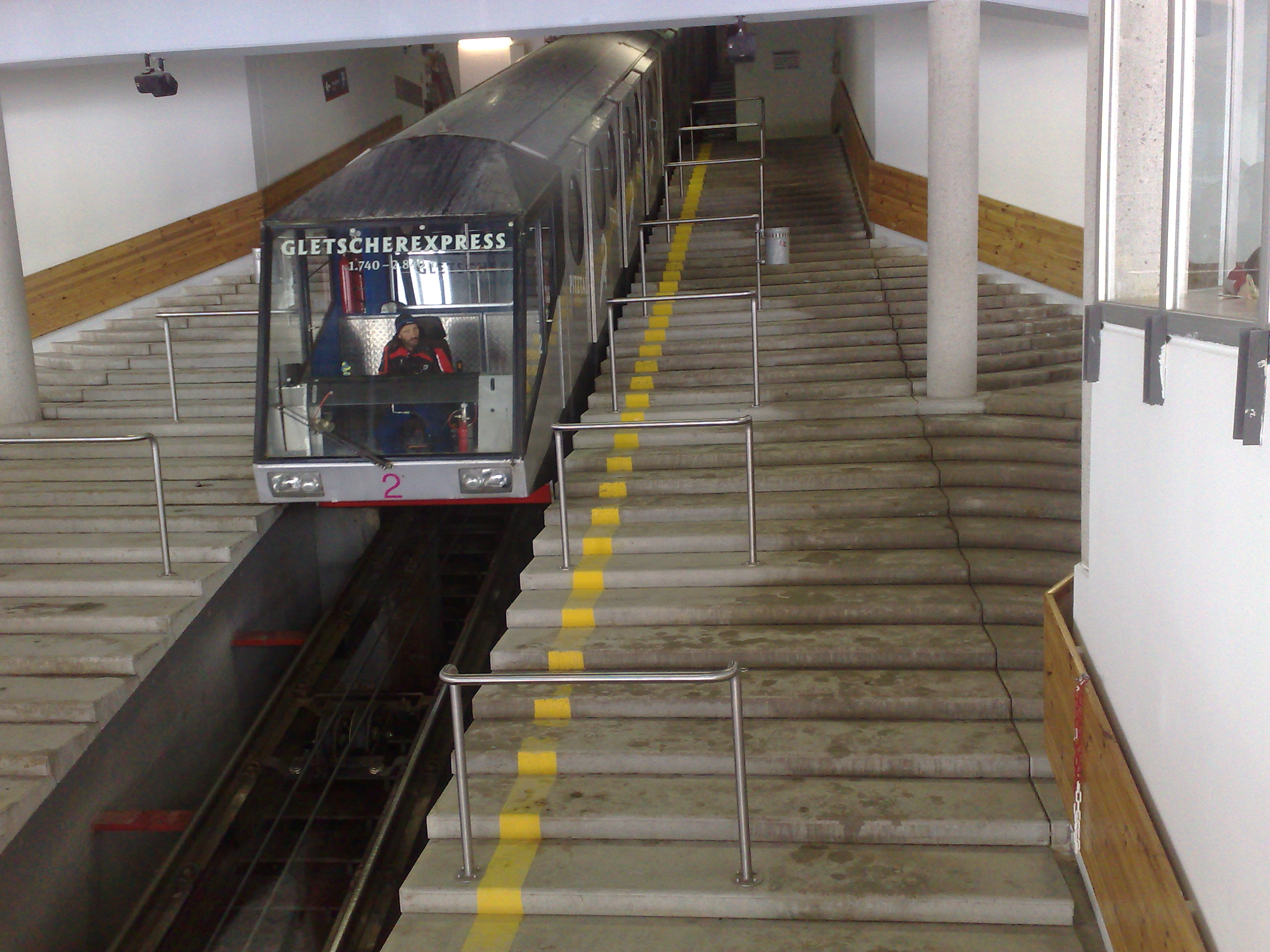
Pitztaler Gletscherbahn bei der Einfahrt in die Talstation

Taschachferner mit Wildspitze und Hinterer Brochkogel

Im Dezember 1983 begann mit der Eröffnung der Gletscherbahn „Pitzexpress“ die touristische Erschließung des Skigebiets Pitztal Gletscher am Mittelbergferner. Die Bahn, als Standseilbahn in einem Tunnel ausgeführt (Stollenbahn), beginnt bei Mittelberg auf 1720 und führt zur Bergstation auf 2840 Meter Höhe. Die Höchstgeschwindigkeit beträgt 12 m/s (43 km/h), die durchschnittliche Fahrtzeit acht Minuten. Nach der Brandkatastrophe der Gletscherbahn Kaprun 2 wurden die Sicherheitsmaßnahmen umfangreich erweitert: Der Tunnel wurde komplett beleuchtet, eine Rauchgasmeldeanlage im Zug installiert sowie unter anderem eine Videoüberwachung für die Fahrgasträume eingebaut.
An die Bergstation der Stollenbahn schließen mehrere Lifte an, darunter die Wildspitzbahn von 2.840 bis 3428 m auf den Hinteren Brunnenkogel, die höchste Seilbahn Österreichs. Skibetrieb wird dort von Mitte Sept. bis Anfang Juni eines jeden Jahres angeboten. Ferner verfügt das Gebiet über eine Höhenloipe im Höhenbereich von etwa 2600 m mit einer Länge von bis zu sechs Kilometer.
Die Erschließung der Gletscherwelt für den Tourismus sorgt für Kritik von Naturschützern und alpinen Vereinen.
2006 haben die Bahnbetreiber eine illegale Abfahrt errichtet, die später als „Notweg“ genehmigt wurde. 2018 wurde bei illegalen Bauarbeiten ein Berggrat gekappt.
Die Pitztaler Gletscherbahn GmbH & Co KG sowie die Ötztaler Gletscherbahn GmbH & Co KG haben den nächsten Schritt gemacht und die vollständigen Unterlagen zur Genehmigung der Schigebietsverbindung eingereicht. Das Projekt „Schigebietserweiterung und -zusammenschluss Pitztal-Ötztal“ sieht eine Erweiterung und die Verbindung der beiden Skigebiete Pitztaler Gletscher und Sölden/Ötztaler Gletscher mit zahlreichen neuen Anlagen vor. Das Projekt ist umstritten, da verschiedene Schutzgebiete von den Baumaßnahmen betroffen sein würden.

## Politik

### Gemeinderat
Die letzte Gemeinderatswahl fand am 28. Februar 2016 statt. Stimmberechtigt waren 1.159 Personen. Die Wahlbeteiligung lag bei 79,55 % (vgl. 2004 86,30 %; 2010 75,77 %)
Stimmverteilung 2016:
- ÖVP – Einheitsliste der Bauern, Gewerbetreibenden und der Arbeiter und Angestellten – 43,95 %
- Eine Gemeinde – Eine Liste – 27,08 %
- Einheitsliste Zaunhof – „AKTIV für ALLE“ – 11,88 %
- AKTIV für St. Leonhard – Mit Kompetenz und Erfahrung Wirtschaft und Zukunft gestalten – 6,99 %
- FPÖ – Freiheitliche und freie Liste für St. Leonhard – 10,10 %

### Bürgermeister
Bürgermeister Elmar Haid („ÖVP – Einheitsliste der Bauern, Gewerbetreibenden und der Arbeiter und Angestellten“).
- 2016: 799 Stimmen (100 %)
- 2010: 674 Stimmen (80,91 %)
- 2004: 558 Stimmen (61,79 %)

### Wappen
Folgendes Wappen wurde der Gemeinde 1973 verliehen:
Blasonierung: Auf von Silber und Rot gespaltenem Schild zwei abgewendete Steinbockköpfe in verwechselten Farben.
Die zwei Steinbockköpfe im Wappen verweisen auf die Bedeutung der Gemeinde St. Leonhard als Lebensraum für diese prachtvollen Tiere in Vergangenheit und Gegenwart. Die Tiroler Landesfarben Weiß und Rot stehen für die hiesige Landesjagd.

## Persönlichkeiten
- Simon Breitfuss Kammerlander (* 1992), für Bolivien startender Skirennläufer
- Leonhard Jennewein (1682–1754), Baumeister, in St. Leonhard geboren
- Joshua Sturm (* 2001), Skirennläufer
- Louis Zotz (1903–1989), Theologe und Hochschulgründer auf den Philippinen, starb in Zaunhof.